# Hydroptila carolae
Hydroptila carolae är en nattsländeart som beskrevs av Ralph W. Holzenthal och Darcy B. Kelley 1983. Hydroptila carolae ingår i släktet Hydroptila och familjen smånattsländor. Inga underarter finns listade i Catalogue of Life.